# Brian Morgan (snooker)
Brian Morgan, angleški igralec in trener snookerja, * 16. julij 1968.
Morgan je bivši svetovni prvak do 21 let, prav tako je več let držal mesto v najboljši dvaintrideseterici svetovne jakostne lestvice.
Leta 1994 se je uvrstil v osmino finala Svetovnega prvenstva, kjer je moral priznati premoč Jamesu Wattanaju, izid je bil 9-13. Mesto na zaključnem turnirju Svetovnega prvenstva si je priigral tudi v letih 1993, 1995 in 1997. Leta 1996 se je prebil v finale jakostnega turnirja Asian Classic, ki je danes poznan pod imenom China Open. V polfinalu je najprej izločil Stephena Hendryja, nato je v finalu tesno izgubil proti Ronnieju O'Sullivanu, izid je bil 8-9. Na tem turnirju je napravil tudi svoj najvišji niz v karieri - niz 146 točk.
Istega leta je nato osvojil turnir Benson & Hedges Championship, katerega zmagovalec si je priboril vstopnico za prestižni nejakostni povabilni turnir Masters. V finalu Benson & Hedges Championshipa je porazil Drewa Henryja z rezultatom 9-8. Na Mastersu je Morgan najprej premagal Tonyja Draga s 5-2, zatem je izgubil proti Stephenu Hendryju s 4-6.
Po prelomu tisočletja Morgan ni več igral na najvišji ravni in je zato postopoma padal po svetovni jakostni lestvici navzdol. Vseeno je leta 2000 na turnirju Grand Prix premagal Stephena Hendryja s 5-2 in se štiri leta kasneje uvrstil v osmino finala turnirja Irish Masters 2004.

## Osvojeni turnirji

### Nejakostni turnirji
- Benson & Hedges Championship - 1996

### Amaterski turnirji
- IBSF svetovno prvenstvo do 21 let - 1988